# Belín
Belín (bis 1927 slowakisch auch „Belian“ oder „Belíň“; ungarisch Bellény) ist eine Gemeinde in der südlichen Mittelslowakei mit 176 Einwohnern (Stand 31. Dezember 2024), die im Okres Rimavská Sobota, einem Kreis des Banskobystrický kraj, liegt und zur traditionellen Landschaft Gemer gehört.

## Geographie
Die Gemeinde befindet sich inmitten des Talkessels Rimavská kotlina (Teil der größeren Einheit Juhoslovenská kotlina), im seichten Tal des Baches Belínsky potok im Einzugsgebiet der Rimava. Das Ortszentrum liegt auf einer Höhe von 206 m n.m. und ist 12 Kilometer von Rimavská Sobota entfernt.
Nachbargemeinden sind Sútor im Norden und Osten, Pavlovce im Süden und Südwesten und Rimavské Janovce im Westen.

## Geschichte
Belín wurde zum ersten Mal 1349 als Beleyn schriftlich erwähnt, entstand aber schon im 12. Jahrhundert. 1349 war das Dorf im Besitz der Familie Bellényi. In der Zeit der Türkenkriege verödete der Ort. 1773 wohnten hier 11 leibeigene Bauern- und zwei Untermieterfamilien, 1828 zählte man 23 Häuser und 176 Einwohner, die als Landwirte sowie Besen- und Bürstenmacher beschäftigt waren.
Bis 1918/19 gehörte der im Komitat Gemer und Kleinhont liegende Ort zum Königreich Ungarn und kam danach zur Tschechoslowakei beziehungsweise heute Slowakei. In den 1920er Jahren ließen sich Slowaken aus der Gegend von Vígľaš, Detva, Hriňová sowie Bacúch im Ort nieder. Auf Grund des Ersten Wiener Schiedsspruchs lag er von 1938 bis 1944 noch einmal in Ungarn.

## Bevölkerung
| Jahr                | 1994 | 2004    | 2014     | 2024     |
| ------------------- | ---- | ------- | -------- | -------- |
| Anzahl der Personen | 161  | 158     | 197      | 176      |
| Unterschied         |      | −1,86 % | +24,68 % | −10,65 % |

| Jahr                | 2023 | 2024    |
| ------------------- | ---- | ------- |
| Anzahl der Personen | 185  | 176     |
| Unterschied         |      | −4,86 % |

Gemäß der Volkszählung 2011 wohnten in Belín 193 Einwohner, davon 107 Slowaken, 79 Magyaren und ein Rom. Sechs Einwohner machten keine Angabe zur Ethnie.
160 Einwohner bekannten sich zur römisch-katholischen Kirche, jeweils drei Einwohner zu den Zeugen Jehovas, zur Evangelischen Kirche A. B. und zur reformierten Kirche und ein Einwohner zur griechisch-katholischen Kirche. 16 Einwohner waren konfessionslos und bei sieben Einwohnern wurde die Konfession nicht ermittelt.

## Baudenkmäler
In Belín befand sich eine reformierte (calvinistische) Kirche im spätklassizistischen Stil aus dem Jahr 1863. Der Sakralbau wurde abgerissen und Teile wurden für eine neue reformierte Kirche in Fiľakovo wiederverwendet.